# 神谷秀樹
神谷 秀樹（みたに ひでき、1953年 - ）は、在ニューヨーク投資銀行家。ロバーツ・ミタニ・LLC創業者。日本人個人として初めて米国証券取引委員会に登録した投資銀行「ミタニ＆カンパニー・インク」を創業。その後改名して「ロバーツ・ミタニ・LLC」に。
ライフサイエンス、産業用バイオ、高級ブランド・ビジネスなどの育成に従事。これまでに大阪府海外アドバイザー、フランス国立ポンゼショセ大学国際経営大学院客員教授、ベンチャー企業の役員などを兼務。著書多数。「NBオンライン」、「諸君!」、「日経ビジネス」、「文芸春秋」、「週刊文春」、「エコノミスト」などに多数寄稿。

## 略歴
- 1953年 - 東京生まれ
- 1959年 - 父親の転勤でタイ・バンコクへ
- 1971年 - 早稲田大学高等学院卒業
- 1975年 - 早稲田大学第一政治経済学部経済学科卒業、同年住友銀行入行
- 1984年 - ゴールドマン・サックスに転職し、ニューヨークに移住
- 1992年 - 日本人としてはじめて米国証券取引委員会に登録した投資銀行「ミタニ＆カンパニー・インク」（後のロバーツ・ミタニ・LLCを創業。